# Phòng 610
Phòng 610 là một cơ quan an ninh của Cộng hòa Nhân dân Trung Hoa. thành lập của nó vào ngày 6 tháng 10 năm 1999, cơ quan được thành lập cho mục đích điều phối và thực thi việc đàn áp Pháp Luân Công Bởi vì nó là một văn phòng do Đảng Cộng sản lãnh đạo không có ủy quyền hợp pháp, nó được mô tả giống như một tổ chức phi pháp. Phòng 610 là cánh tay thực hiện của Trung tâm điều hành và xử lý các vấn đề của Pháp Luân Công (CLGDF), cũng được biết với cái tên Trung tâm điều hành và xử lý các vấn đề dị giáo.
Phòng 610 được điều hành bởi những thành viên cao cấp của Đảng Cộng sản Ủy ban Thường vụ Bộ Chính trị, và nó thường xuyên chỉ đạo các cơ quan nhà nước trong các chiến dịch đàn áp Pháp Luân Công. Nó liên quan chặt chẽ tới quyền lực Ủy ban Chính trị Pháp luật Trung ương Đảng Cộng sản Trung Quốc. Phòng 610 được thành lập ở các cấp tỉnh, huyện, thành phố và vùng lân cận, và ước tính có khoảng 1000 cơ quan rải rác trên toàn quốc.
Các chức năng chính của Văn phòng 610 bao gồm điều phối tuyên truyền chống Pháp Luân Công, giám sát và thu thập tình báo, trừng phạt và "cải tạo" của các học viên Pháp Luân Công. văn phòng báo cáo liên quan đến việc kết án phi pháp, cải tạo cưỡng chế, tra tấn, và đôi khi là cái chết của các học viên Pháp Luân Công.
Từ năm 2003, nhiệm vụ của Phòng 610 đã được mở rộng để bao gồm nhắm mục tiêu tôn giáo khác và khí công các nhóm được coi là dị giáo hoặc thành phần có hại đối với Đảng Cộng sản (CCP), mặc dù Pháp Luân Công vẫn được ưu tiên hàng đầu.

## Tổng quan

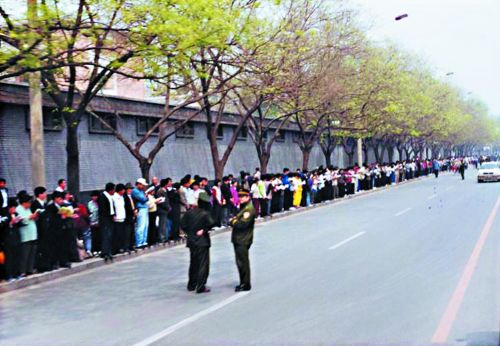
Các học viên Pháp Luân Công thỉnh nguyện ôn hòa bên ngoài Trung Nam Hải trụ sở của chính phủ vào tháng 4 năm 1999 để yêu cầu chính phủ trả lại công lý cho Pháp Luân Công

Pháp Luân Công, hay còn gọi là Pháp Luân Đại Pháp, là một hệ thống "tu dưỡng cơ thể và tinh thần" được ông Lý Hồng Chí giới thiệu cho công chúng vào mùa xuân năm 1992, thời kỳ "bùng nổ của khí công". Pháp Luân Công có 5 bài tập khí công nhẹ nhàng (bốn bài động công tư thế đứng và một bài tĩnh công toạ thiền). Các bài học Pháp Luân Công được viết trong quyển sách chính yếu, Chuyển Pháp Luân, và hướng dẫn thực hành trong cuốn Đại Viên Mãn Pháp.
Pháp Luân Công được quan chức ủng hộ đáng kể trong những năm đầu phát triển, và có hàng chục triệu người theo tập luyện. Tuy nhiên, vào giữa thập niên 90, chính quyền Trung Quốc đã tìm cách kiềm chế ảnh hưởng của môn Khí Công này, ban hành các yêu cầu nghiêm ngặt hơn về các môn phái khí công khác nhau của đất nước. Năm 1996, Pháp Luân Công đã rút khỏi Hiệp hội khí công quốc gia, dưới áp lực ngày càng tăng và để bình thường hóa quan hệ với đảng và nhà nước.
Sau khi từ bỏ mối liên hệ với cơ quan nhà nước, Pháp Luân Công đã bị chỉ trích ngày càng nhiều và bị giám sát từ bộ máy an ninh quốc gia và Ban tuyên giáo. Các sách của Pháp Luân Công bị cấm xuất bản vào tháng 7 năm 1996, và nhà nước chỉ đạo các tờ báo bắt đầu chỉ trích nhóm là một hình thức "mê tín dị đoan phong kiến", "hữu thần" là mâu thuẫn với hệ tư tưởng của chính quyền và nghị trình của quốc gia.
Vào ngày 25 tháng 4 năm 1999, hơn 10.000 học viên Pháp Luân Công đã thỉnh nguyện ôn hòa ở Trung Nam Hải - khu nhà chính phủ để yêu cầu được công nhận chính thức và chấm dứt hành động sách nhiễu leo thang chống lại họ. Giám đốc an ninh nội địa và Ủy viên bộ chính trị La Cán là người đầu tiên chú ý tới đám đông tụ tập. Cán báo cáo lại với Tổng bí thư đảng cộng sản Giang Trạch Dân, và yêu cầu có một giải pháp quyết định đối với Pháp Luân Công.
Một nhóm gồm 5 học viên đại diện Pháp Luân Công đã trình bày kiến nghị của họ với phó thủ tướng Chu Dung Cơ, chủ tịch Hội đồng Nhà nước, và đã được ông đáp ứng, sau đó các học viên Pháp Luân Công đã giải tán trong hòa bình.
Chính vì sự kiện này, Giang Trạch Dân đã rất tức giận trước, và bày tỏ quan ngại đối với một số quan chức cấp cao, các quan chức Đảng Cộng sản và các thành viên của quân đội được thành lập để làm tiêu diệt Pháp Luân Công. Tối ngày hôm đó, Giang đã viết một lá thư cho đội ngũ Đảng viên rằng Pháp Luân Công phải bị nghiền nát.

## Thành lập
Vào ngày 7, tháng 6 năm 1999, Giang Trạch Dân đã triệu tập cuộc họp của Bộ Chính trị để giải quyết vấn đề Pháp Luân Công. Trong cuộc họp, Giang đã miêu tả Pháp Luân Công là một mối đe dọa nghiêm trọng đối với quyền lực của Đảng Cộng sản - "một cái gì đó chưa từng có kể từ Đảng được thành lập cách đây 50 năm"—và ra lệnh thành lập một nhóm điều hành đặc biệt trong đảng của Trung ương để "chuẩn bị chu toàn cho việc tiêu diệt [Pháp Luân Công]."
Vào ngày 10, tháng 6, Phòng 610 được thành lập để phối hợp xử lý hàng ngày của chiến dịch đàn áp Pháp Luân Công. La cán đã được lựa chọn để điều hành văn phòng này, trách nhiệm của ông ta ở thời điểm đó là nghiên cứu, điều tra và phát triển "phương pháp tiếp cận thống nhất...để giải quyết vấn đề Pháp Luân Công." Văn phòng được tạo ra phi pháp và nằm ngoài vòng pháp luật, không có quy định mô tả nhiệm vụ chính xác của nó.. Tuy nhiên, nó đã được ủy quyền "để phối hợp với Trung ương và địa phương, các cơ quan Đảng và Nhà nước, được kêu gọi hành động phối hợp chặt chẽ với văn phòng", theo giáo sư UCLA James Tong.
Vào ngày 17 tháng 6 năm 1999, Văn phòng 610 được gọi mới là Nhóm lãnh đạo trung ương đầu để đối phó và tiêu diệt Pháp Luân Công, đứng đầu là thành viên Ủy ban Thường vụ Bộ Chính trị Lý Lan Thanh. Bốn Phó giám đốc khác của Nhóm lãnh đạo trung ương cũng được sắp xếp ở các vị trí cấp cao trong Đảng Cộng sản, bao gồm cả Bộ trưởng ban tuyên giáo, Đinh Quan Căn. Các lãnh đạo của Phòng 610 và CLGDF "có thể kêu gọi các quan chức đứng đầu và các thành viên chính phủ trong việc huy động nguồn lực của họ", và có quyền gặp trực tiếp Tổng Bí thư và thủ tướng.
Nhà báo Ian Johnson, người báo cáo về các cuộc đàn áp Pháp Luân Công đã giành được giải thưởng Pulitzer, đã miêu tả công việc của Phòng 610 là "huy động dễ dàng các tổ chức điều hành xã hội của đất nước. Theo lệnh từ Bộ Công an thì tất cả nhà thờ, thánh đường, chùa chiền, báo chí, phương tiện truyền thông, tòa án và cảnh sát phải nhanh chóng lên kế hoạch đằng sau chính phủ: để đè bẹp Pháp Luân Công, không kể đến bất cứ biện pháp nào. Những ngày sau đó một làn sóng bắt bớ xảy ra trên toàn Trung Quốc. Đến cuối năm 1999, rất nhiều học viên Pháp Luân Công bị bắt và chết trong tù."

## Cấu trúc
Phòng 610 được quản lý bởi các nhà lãnh đạo cao cấp, các Đảng Cộng sản Trung Quốc, và CLGDF giám sát Phòng 610, kể từ khi thành lập, được chỉ đạo bởi một thành viên cao cấp của Ủy ban Thường vụ Bộ Chính trị, bắt đầu bằng Lý Lan Thanh (1999–2003), La Cán (2003–2007), và Chu Vĩnh Khang (2007 – 2012).
Việc bổ nhiệm các cơ quan Đảng được tiến hành đầu tiên để CLGDF hoạt động và các nhân viên Phòng 610 được đứng sau chỉ đạo các quan chức phòng ban khác. Theo ông James Tong, Phòng 610 nằm "nhiều tầng lớp hành chính", ở trên các tổ chức như Đài truyền hình,phát thanh và điện ảnh, Tân Hoa Xã, Truyền hình Trung ương Trung Quốc, và Tổng cục Tin tức và ấn phẩm. Để chống lại Pháp Luân Công, Phòng 610 đóng vai trò điều phối các phương tiện truyền thông như báo chí của nhà nước, nó có ảnh hướng tới đảng và nhà nước cùng các đơn vị khác, bao gồm cả cơ quan an ninh.
Ông Cook và Lemish cho rằng Phòng 610 được tạo ra ngoài hệ thống an ninh truyền thống của nhà nước bởi một vài nguyên nhân: đầu tiên, có một số cán bộ trong các cơ quan dân sự và an ninh đang luyện tập Pháp Luân Công, Giang và một số lãnh đạo khác sợ rằng các tổ chức này đã bị lặng lẽ xâm nhập, thứ hai, cần phải có một tổ chức linh hoạt và mạnh mẽ để điều phối các chiến dịch chống lại Pháp Luân Công, thứ ba, tạo ra một tổ chức đảng cấp cao gửi chỉ thị xuống các cấp bậc để điều hành các chiến dịch chống lại Pháp Luân Công là ưu tiên số một, và cuối cùng các lãnh đạo Đảng không muốn chiến dịch chống Pháp Luân Công bị cản trở bởi các hạn chế của các quy định hay thủ tục hành chính, và do đó thành lập Phòng 610.
Ngay sau khi việc tạo ra các trung tâm Phòng 610, các trung tâm Phòng 610 song song đã được thành lập ở mỗi cấp hành chính ở bất cứ nơi nào có mặt các học viên Pháp Luân Công, bao gồm cả các tỉnh, huyện, thành phố, và đôi khi ở các cấp vùng lân cận. Trong một số trường hợp, Phòng 610 đã được thành lập trong các tập đoàn lớn và các trường đại học. Mỗi văn phòng từ cấp hành chính trở lên đều được thiết lập một Phòng 610, hoặc từ các cơ quan hành chính ở cùng cấp bậc Lần lượt, các Phòng 610 ở địa phương ảnh hưởng đến các cán bộ cơ quan nhà nước ở cùng cấp bậc, chẳng hạn như các tổ chức truyền thông, các cơ quan an ninh ở địa phương và các tòa án.
Cơ cấu của Phòng 610 trùng với cơ cấu của Đảng Cộng sản Ủy ban Chính trị và Luật pháp (PLAC). Cả La Cán và Chu Vĩnh Khang giám sát cùng lúc cả PLC và Phòng 610. Sự chồng chéo này cũng phản ánh ở các cấp bậc, nơi Phòng 610 thường xuyên liên kết với PLAC, thỉnh thoảng thậm chí còn chia sẻ văn phòng để cùng làm việc.
Mỗi Phòng 610 ở các cấp bậc địa phương có sự khác biệt nhỏ về cơ cấu tổ chức. Một ví dụ của các văn phòng địa phương được tổ chức ở thành phố Leiyang ở tỉnh Hồ Nam. Tại đó, vào năm 2008, Phòng 610 bao gồm một "nhóm tổng hợp" và "nhóm giáo dục" Nhóm giáo dục phụ trách "công tác tuyên truyền" và "chuyển hóa thông qua cải tạo" các học viên Pháp Luân Công. Nhóm tổng hợp phụ trách các nhiệm vụ hành chính và hậu cần, thu thập tình báo, và bảo vệ các thông tin mật.
James Tong viết rằng, các quyết định của Đảng hoạt động để chống lại Pháp Luân Công thông qua CLGDF và Phòng 610, phản ánh "một mô hình lựa chọn thể chế của chính quyền" sử dụng ủy ban"đặc quyền" chứ không phải là các cơ quan thường trực, tức là sức mạnh tập trung vào các cấp bên trên chứ không phải là bộ máy quan liêu nhà nước."

### Tuyển mộ
Có rất ít thông tin biết được về quá trình tuyển mộ nhân sự cho các Phòng 610. Trong một số trường hợp hiếm hoi nơi mà các thông tin có sẵn, các nhân viên Phòng 610 được lấy từ các cơ quan hoặc các phòng ban khác (chẳng hạn như các nhân viên chính trị và Ủy ban lập pháp hoặc các cơ quan an ninh công cộng). Hác Phượng Quân, một người ly khai và là cựu quan chức Phòng 610 ở thành phố Thiên Tân, đã từng là một trong những nhân viên như vậy. Hác đã từng làm việc cho Văn phòng Công an tại Thiên Tân và là một trong những cán bộ được lựa chọn để biệt phái đến một Phòng 610 mới được lập ra. Một số Phòng 610 tiến hành các nỗ lực tuyển mộ riêng của họ để có cán bộ trình độ đại học.

### Hệ thống chịu trách nhiệm

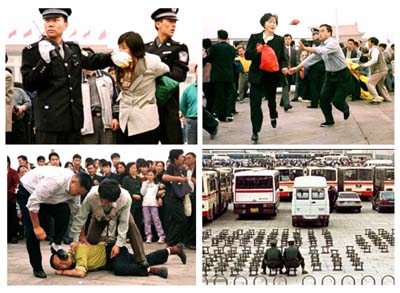
Các học viên Pháp Luân Công bị bắt ở quảng trường Thiên An Môn sau lệnh cấm. Phòng 610 thực hiện trừng phạt đối với các quan chức địa phương để ngăn chặn các cuộc biểu tình Pháp Luân Công trên quảng trường.

Để đảm bảo tuân thủ các chỉ thị của Đảng chống lại Pháp Luân Công, các văn Phòng 610 được triển khai một hệ thống chịu trách nhiệm, kéo dài xuống đến các cấp cơ sở trong xã hội. Theo hệ thống này, các quan chức địa phương phải chịu trách nhiệm cho tất cả các kết quả liên quan đến Pháp Luân Công thuộc thẩm quyền của họ, và một hệ thống trừng phạt được áp đặt trên các khu vực và đối với các quan chức thất bại trong việc ngăn chặn toàn diện Pháp Luân Công. "Để giải quyết vấn đề đó, thay vì tạo ra một hệ thống hiện đại để cai trị Trung Quốc, chính phủ vẫn dựa trên một sự chấp hành đặc biệt của các sắc lệnh, lệnh và quan hệ cá nhân," ông Johnson viết.
Ông Johnson viết rằng không có một ai từ vùng đó được đến Bắc Kinh. "Chính quyền địa phương xử phạt các thị trưởng và trưởng quận khi cMột ví dụ về hệ thống trách nhiệm này để xử lý những người biểu tình đi đến Bắc Kinh vào những năm đầu của sự đàn áp. Sau khi cuộc đàn áp Pháp Luân Công bắt đầu, năm 1999, mỗi ngày ở Bắc Kinh có hàng trăm học viên Pháp Luân Công đi đến Quảng Trường Thiên An Môn hoặc đến các văn phòng Thỉnh nguyện ở Bắc Kinh để khiếu nại cho quyền lợi của mình. Để ngăn chặn dòng người biểu tình đến thủ đô, trung tâm Phòng 610 đã ra lệnh cho các chính quyền địa phương phải chịu trách nhiệm để đảm bảo không có bất kỳ một học viên Pháp Luân Công đi đến Bắc Kinh", ông Johnson viết. Sau đó, các thị trưởng và trưởng quận phạt tiền các lãnh đạo Phòng 610 và các chi nhánh của PLAC, họ lần lượt phạt tiền các trưởng thôn và cảnh sát. Cảnh sát dùng cực hình đối với các học viên Pháp Luân Công và liên tục đòi tiền từ họ để bù đắp cho những chi phí.
Johnson viết rằng "Phạt tiền là phi pháp; không có luật hoặc quy định nào được ban hành bằng văn." Các quan chức chính phủ chỉ nói bằng miệng trong các cuộc họp. "Không bao giờ có bất cứ một điều gì được viết ra bằng văn bản vì họ không muốn chúng được công bố" một quan chức đã kể lại với ông Johnson.

## Chức năng

### Giám sát và tình báo
Giám sát các học viên Pháp Luân Công và thu thập tình báo là một trong những chức năng chính của Phòng 610. Ở các cấp địa phương, điều này có thể liên quan đến việc giám sát nơi làm việc và nhà ở để xác định các học viên Pháp Luân Công, các cuộc kiểm tra hàng ngày đến nhà để biết (hoặc "ghi tên") các học viên Pháp Luân Công, hoặc phối hợp và giám sát theo dõi các học viên Pháp Luân Công 24/24.
Phòng 610 không nhất thiết phải tiến hành giám sát trực tiếp, thay vào đó, nó ra lệnh cho chính quyền địa phương làm như vậy, và họ đã báo cáo đều đặn cho Phòng 610. Cấp cơ bản của các Phòng 610 chuyển tiếp thông tin tình báo họ đã thu thập được trong chuỗi hoạt động đến Phòng 610 ở trên chúng. Trong nhiều trường hợp, sự giám sát đối với các học viên Pháp Luân Công đã từng bị bỏ tù hoặc đưa vào trại lao động cải tạo trước đó, và nhằm mục đích để ngăn chặn tái phạm.
Phòng 610 nỗ lực thu thập thông tin tình báo thông qua người dân. Các phòng 610 ở các cấp thưởng khá nhiều tiền cho những thông tin để bắt giữ các học viên Pháp Luân Công. Và đường dây nóng hoạt động 24h được lập ra để người dân báo cáo hoạt động liên quan đến Pháp Luân Công. Ở một số địa phương, 'các biện pháp chịu trách nhiệm' được ban hành ở các nơi làm việc, trường học, ủy ban khu phố và gia đình để họ phải chịu trách nhiệm theo dõi và báo cáo về các học viên Pháp Luân Công trong đơn vị của họ.
Ngoài việc giám sát trong nước Phòng 610 cũng tham gia vào tình báo ở nước ngoài. Hác Phượng Quân, cựu sĩ quan đã thoát ly Phòng 610 từ Thiên Tân, làm chứng rằng công việc của ông tại Văn phòng Phòng 610 liên quan đến đối chiếu và phân tích các báo cáo tình báo về số lượng các học viên Pháp Luân Công ở nước ngoài, bao gồm cả ở Hoa Kỳ, Canada và Úc.
Năm 2005, một mật vụ người Trung Quốc làm việc với Đại sứ quán Trung Quốc ở Berlin để chiêu mộ học viên Pháp Luân Công người Đức, ông Dr. Dan Sun, hoạt động như một người cung cấp tin tức. Mật vụ báo cáo để sắp xếp cuộc họp cho ông Sun với hai người vị học giả của y học Trung Quốc có hứng thú với việc nghiên cứu Pháp Luân Công, và ông Sun đã đồng ý để chuyển thông tin cho họ, có vẻ như ông hi vọng để họ hiểu nhiều hơn về môn luyện tập này. Người đàn ông sắp xếp cuộc gặp đó là điệp viên cao cấp của Phòng 610 ở Thượng hải. Ông Sun nói rằng ông không biết người đàn ông ấy là mật vụ tình báo Trung Quốc, nhưng bởi vì ông hợp tác với họ nên ông đã bị kết án làm gián điệp vào năm 2011. Theo Der Spiegel, trường hợp chứng tỏ "tầm quan trọng của việc tấn công [Pháp Luân Công] đó là chính phủ [Trung Quốc]," và "các điểm đề xuất tấn công đặc biệt đôi khi được thực hiện bởi các mật vụ tình báo Trung Quốc

### Tuyên truyền
Tuyên truyền là một trong những chức năng cốt lõi của Văn phòng 610, cả ở các cấp trung ương và địa phương. CLGDF bao gồm các thành viên cao cấp của ban tuyên truyền của Đảng Cộng sản, trong đó có Bộ trưởng Ban tuyên truyền và phó trưởng ban tuyên giáo. Nó có vị trí tổ chức cùng với Phòng 610 ở trên các cơ quan thông tin và tuyên truyền, với đầy đủ ảnh hưởng để chỉ đạo các nỗ lực tuyên truyền chống lại Pháp Luân Công từ cấp Trung ương.
Ông Tong lưu ý rằng, lần đầu tiên "tuyên truyền tấn công" Pháp Luân Công đã được các tờ báo chính của nhà nước đăng tải vào cuối tháng 6 năm 1999, ngay sau khi thành lập văn phòng 610, nhưng trước khi chiến dịch chống lại Pháp Luân Công đã được chính thức công bố. Các nỗ lực này đã được giám sát bởi Đinh Quan Căn, phó trưởng ban tuyên giáo và giám đốc tuyên truyền của quốc gia, trong khả năng của ông ta trong việc đối phó với Pháp Luân Công và trưởng tuyên truyền của đất nước. Các cuộc tấn công trên phương tiện truyền thông ban đầu chỉ là sự úp mở, gián tiếp liên quan đến Pháp Luân Công, và nội dung của họ nhằm nhạo báng "mê tín dị đoan" và ca tụng ưu điểm của chủ nghĩa vô thần.
Trong những tuần, để chiến dịch được khởi động chính thức, các nhân viên CLGDF và Phòng 610 làm việc để chuẩn bị một số lượng lớn các sách, báo và các chương trình truyền thông để lên án nhóm, được công bố công khai sau 20 tháng 7 năm 1999 khi chiến dịch chống lại Pháp Luân Công chính thức bắt đầu.
Vào những tháng sau đó, ông David Ownby viết rằng các phương tiện truyền thông bộ máy của đất nước "đã tung ra hàng trăm bài báo, sách và các báo cáo truyền hình chống lại Pháp Luân Công. Người dân Trung Quốc chưa từng chứng kiến sự việc quá mức như vậy kể từ thời kỳ Cách mạng Văn hóa." Tuyên truyền của nhà nước ban đầu sử dụng sức hấp dẫn của chủ nghĩa duy lý khoa học để lập luận rằng thế giới quan của Pháp Luân Công là "đối lập hoàn toàn với khoa học" và chủ nghĩa cộng sản; tờ báo People's Daily khẳng định rằng nó "là một cuộc đấu tranh giữa chủ nghĩa hữu thần và vô thần, mê tín và khoa học, chủ nghĩa duy tâm và duy vật" vào ngày 27 tháng 7 năm 1999. Lời lẽ khác xuất hiện trên báo chí nhà nước tập trung vào chi phí sức khỏe bị Pháp Luân Công bị lừa dối. Để thực hiện công tác tuyên truyền tiếp cận hơn với công chúng, chính phủ công bố những truyện tranh, một số trong đó so với người sáng lập Pháp Luân Công vớiLâm Bưu và với Adolph Hitler.
Phòng 610 Trung ương cũng chỉ đạo các Phòng 610 địa phương để thực hiện công tác tuyên truyền chống lại Pháp Luân Công. Điều này bao gồm làm việc với các phương tiện truyền thông địa phương, cũng như tiến hành các chiến dịch ở cơ sở để "giáo dục"nhóm đối tượng trong các trường học và các trường đại học, các doanh nghiệp nhà nước, xã hội và doanh nghiệp thương mại. Ví dụ, các trung tâm Phòng 610 đã ban hành một chỉ thị tham gia vào công tác tuyên truyền nhằm ngăn chặn Pháp Luân Công "can thiệp" vào thế vận hội Bắc Kinh năm 2008. Chiến dịch này được giới thiệu trên các website chính phủ ở tất cả các tỉnh của Trung Quốc.

### Cải tạo và giam giữ

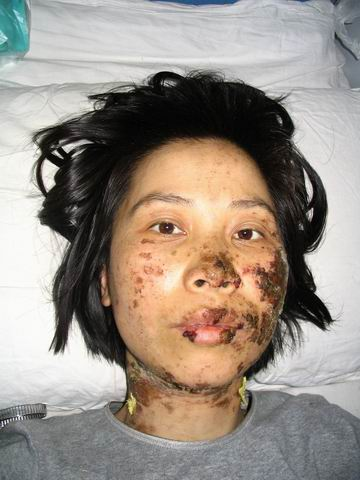
Cao Dung Dung (高蓉蓉), một học viên Pháp Luân Công ở tỉnh Liêu Ninh, được báo cáo là bị tra tấn đến chết khi bị giam giữ bất hợp pháp vào năm 2005.

Phòng 610 làm việc với cơ quan an ninh địa phương theo dõi và bắt các học viên Pháp Luân Công, nhiều người trong số này sau đó bị kết án và bị đưa đến các trại cải tạo lao động (RTL), hoặc, nếu họ tiếp tục luyện tập và ủng hộ cho Pháp Luân Công thì sẽ bị bỏ tù. Số lượng học viên Pháp Luân Công bị giam giữ ở Trung Quốc được ước tính là hàng trăm ngàn người, trong một số trại giam, các học viên Pháp Luân Công là chiếm đa số.
Phòng 610 trên khắp lãnh thổ Trung Quốc duy trì một mạng lưới các cơ sở "chuyển hóa thông qua cải tạo giáo dục". Các cơ sở này được sử dụng đặc biệt dùng để chuyển hóa các học viên Pháp Luân Công, nơi mà họ phải chịu sự tra tấn về thể chất và tinh thần trong một nỗ lực nhằm mục đích yêu cầu họ từ bỏ Pháp Luân Công. Năm 2001, trung tâm Phòng 610 ra lệnh cho "tất cả các ủy ban, cơ quan nhà nước và các công ty" để bắt đầu sử dụng các cơ quan chuyển hóa. Không một Học viên Pháp Luân Công thoát khỏi, bao gồm cả sinh viên và người già. Cũng năm đó, Phòng 610 chuyển tiếp lệnh là những người tích cực tập Pháp Luân Công phải được gửi đến các trại giam, trại lao động và những người không từ bỏ niềm tin của họ vào Pháp Luân Công sẽ bị xã hội bị cô lập và giám sát bởi gia đình và những người sử dụng lao động.
Năm 2010, trung tâm Phòng 610 đã khởi xướng một chiến dịch ba năm để tăng cường "chuyển hóa" các học viên Pháp Luân Công được biết đến. Tài liệu từ Phòng 610 địa phương trên cả nước đã tiết lộ các chi tiết của chiến dịch, có liên quan đến thiết lập hạn ngạch chuyển đổi, và yêu cầu chính quyền địa phương để mạnh mẽ đưa các học viên Pháp Luân Công vào buổi chuyển hóa thông qua cải tạo giáo dục. Nếu họ thất bại trong việc ép từ bỏ tập luyện, các học viên sẽ bị đưa đến các trại lao động cải tạo.
Ngoài các nhà tù, trại lao động và các cơ sở chuyển hóa, Phòng 610 có thể tùy ý đưa các học viên Pháp Luân Công vào các trại tâm thần. Năm 2002, người ta ước tính có khoảng 1.000 học viên Pháp Luân Công đang bị giam giữ phép trong bệnh viện tâm thần, nơi bị báo cáo sự hành hạ rất phổ biến.

### Can thiệp vào hệ thống Pháp luật
Phần lớn các học viên Pháp Luân Công bị giam giữ, kết án và đưa đến các trại cải tạo lao động, ngoài ra còn có vài ngàn người đã bị kết án ở trong các trại giam dưới tội danh "sử dụng một tổ chức tà giáo để phá hoại việc thực thi luật pháp"-diễn đạt một cách mơ hồ với bản án hơn mười năm.
Luật sư nhân quyền Trung Quốc nhấn mạnh rằng Phòng 610 thường xuyên can thiệp vào các trường hợp pháp luật có liên quan đến các học viên Pháp Luân Công, lật đổ khả năng của các thẩm phán độc lập. Luật sư Giang Thiên Dũng đã lưu ý các trường hợp mà các học viên Pháp Luân Công bị kết án bởi các Phòng 610 ở địa phương, chứ không phải thông qua các tiêu chuẩn pháp luật. Tháng 11 năm 2008, hai luật sư tìm cách đại diện cho các học viên Pháp Luân Công tại tỉnh Hắc Long Giang đã lưu ý rằng chủ toạ phiên toà được nhìn thấy họp cùng với các nhân viên Phòng 610 trong nhiều trường hợp đã. Các luật sư khác như Cao Trí Thịnh, Quách Quốc Đinh và Vương Á Quân đã tố cáo rằng Phòng 610 đã dùng quyền lực của nó để ngăn cản việc gặp mặt các khách hàng của họ là các học viên Pháp Luân Công hoặc quyền bảo vệ họ tại tòa án.
Các văn bản chính thức hỗ trợ các cáo buộc sự can thiệp của Phòng 610. Năm 2009, hai văn bản riêng từ tỉnh Cát Lâm và tỉnh Liêu Ninh mô tả trường hợp pháp luật chống lại các học viên Pháp Luân Công phải được sự chấp thuận và/hoặc kiểm toán bởi Phòng 610. Tổ chức Phòng 610 khá gần gũi với các Ủy ban chính trị và tư pháp của CPC nên cho phép nó có ảnh hưởng với Tòa án nhân dân tối cao và Bộ Tư pháp, cả ở cấp trung ương và các cấp địa phương.

## Cáo buộc tra tấn và giết người
Một số nguồn tin đã báo cáo các cán bộ Phòng 610 tham gia vào hoặc ra lệnh tra tấn các học viên Pháp Luân Công đang bị giam giữ. Trong một lá thư gửi các lãnh đạo Trung Quốc năm 2005, Luật sư nhân quyền nổi bật, ông Cao Trí Thịnh, miêu tả các nhân viên phòng 610 đánh đập và tấn công tình dục các học viên Pháp Luân Công: "tôi đã nghe tất cả các miêu tả chân thực về sự bạo hành vô nhân đạo của chính phủ đối với người dân của họ, những điều làm tôi chấn động hầu như là những hành động tra tấn lên các bộ phận sinh dục của phụ nữ bởi các nhân viên Phòng 610 và các cảnh sát," ông Cao viết.
Người thoát ly khỏi phòng 610, ông Hác Phượng Quân đã miêu tả về việc đã từng chứng kiến đồng nghiệp của mình đánh đập một phụ nữ cao tuổi là học viên Pháp Luân Công bằng một thanh sắt. Sự kiện này xúc tiến ông Hác tẩu thoát sang Úc Vào năm 2009, báo cáo viên đặc biệt của LHQ đã báo cáo về việc giết người ngoài phi pháp, cáo buộc các nhân viên Phòng 610 tham gia vào việc tra tấn giết hại các học viên Pháp Luân Công trước Thế vận hội Bắc Kinh 2008.
Ông Ian Johnson của tờ báo Wall Street đã báo cáo vào năm 2000 rằng các học viên Pháp Luân Công bị tra tấn đến chết trong các trại "chuyển hóa thông qua cải tạo giáo dục" được điều hành bởi Phòng 610. Trung tâm Phòng 610 đã thông báo cho các chính quyền địa phương rằng họ có thể sử dụng bất kể phương pháp cần thiết nào để cải tạo giáo dục các học viên Pháp Luân Công đi đến Bắc Kinh để thỉnh nguyện—theo báo cáo để lạm dụng sử dụng rộng rãi các nhà tù.

## Chức năng mở rộng

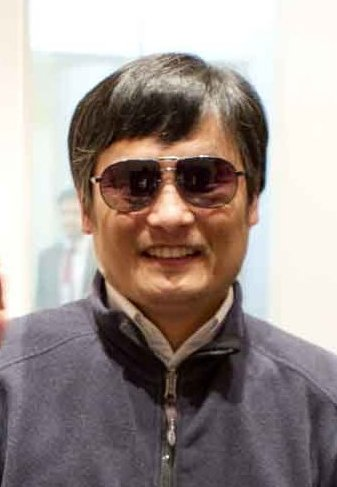
Trần Quang Thành, một luật sư nhân quyền nổi tiếng phản đối điều luật ép phá thai đã bị quản thúc tại nhà và giám sát bởi Phòng 610

Vào năm 2003, tên của trung tâm điều hành xử lý Pháp Luân Công được đổi thành Trung tâm điều hành và xử lý các vấn đề dị giáo." Cùng năm đó, nhiệm vụ của nó được mở rộng để xử lý 28 "dị giáo" khác và " các môn khí công có hại." Dù vậy, Pháp Luân Công vẫn tiếp tục là mục tiêu chính của Phòng 610, có bằng chứng văn phòng địa phương nhắm mục tiêu vào các thành viên của các nhóm khác, một số trong đó như là Phật giáo hay Tin Lành. Tbao gồm của mình thực hiện giám sát đối với các thành viên, tham gia vào những nỗ lực tuyên truyền, và giam giữ và bỏ tù các thành viên.
Trong một số trường hợp, Phòng 610 thực hiện chức năng liên quan đến việc theo dõi và đàn áp các tôn giáo không được công nhận. Ví dụ, Nhà kinh tế báo cáo rằng cán bộ Phòng 610 có liên quan trong việc thi hành bắt giữ nhà riêng của ông Trần Quang Thành, một nhà luật sư nhân quyền mù nổi tiếng phản đối luật cưỡng bức phá thai và triệt sản.
Vào năm 2008, một bộ mới "các nhóm lãnh đạo" xuất hiện với nhiệm vụ "duy trì sự ổn đinh". Tương ứng với việc thành lập các văn phòng ở tất cả các quận trong thành phố ven biển lớn, nó được giao nhiệm vụ "triệt hạ" các phần tử chống Đảng. Các văn phòng chi nhánh duy trì ổn định lên các Phòng 610 ở các địa phương, đôi khi chia sẻ văn phòng, nhân viên và lãnh đạo.
Cook và Lemish viết, sự phụ thuộc lên các ủy ban đặc biệt đã tăng lên, chẳng hạn như các Phòng 610 và các văn phòng duy trì sự ổn định cho các lãnh đạo Đảng Cộng sản, các dịch vụ an ninh hiện có nhà nước này là không hiệu quả trong việc đáp ứng các nhu cầu của họ. "Đó là những quan chức Cộng sản ngày càng tùy tiện, phi luật pháp, và các tổ chức an ninh riêng biệt để bảo vệ cho quyền lực của họ là điều không tốt trong hồ sơ Nhân quyền của Trung Quốc. Nó cũng đe dọa sự ổn định chính trị nội bộ của ĐCSTQ nên công việc của Phòng 610 đã trở thành chính trị."